# HMS Repulse (1916)
El HMS Repulse fue un crucero de batalla de clase Renown de la Real Armada Británica construido durante la Primera Guerra Mundial. Fue puesto en grada originalmente como una versión mejorada de los acorazados clase Revenge, pero su construcción fue suspendida al estallido de la guerra porque no estaría listo a tiempo. El almirante Lord Fisher, al convertirse en Primer Lord del Mar del Reino Unido, obtuvo la aprobación para reiniciar su construcción como un crucero de batalla que se podría terminar y poner en servicio rápidamente. El Director de Construcción Naval, Eustace Tennyson-D'Eyncourt, elaboró rápidamente un diseño totalmente nuevo para satisfacer las necesidades del almirante Fisher y los astilleros se comprometieron a entregar el buque en el plazo de quince meses. No cumplieron ese ambicioso objetivo, pero el crucero fue entregado pocos meses después de la Batalla de Jutlandia en 1916. El Repulse y su gemelo HMS Renown fueron los buques capitales más rápidos del mundo en el momento de su botadura. 
El Repulse participó en la Segunda batalla de la Bahía Helgoland en 1917, el único combate en que intervino durante la guerra. Fue reconstruido en dos ocasiones en el período de entreguerras: la reconstrucción de los años 20 mejoró su blindaje y otros pormenores, la de los años 30 fue mucho más profunda. El Repulse acompañó al HMS Hood durante el crucero alrededor del mundo del Escuadrón de Servicio Especial entre 1923 y 1924 y protegió el comercio internacional durante la guerra civil española entre 1936 y 1939, además de asistir en la evacuación de los súbditos británicos en Valencia, en la noche del 8 de agosto de 1936. 
El barco empleó los meses iniciales de la Segunda Guerra Mundial a la caza de corsarios alemanes y en la protección de los corredores marítimos. Participó en la Campaña de Noruega entre abril y junio de 1940 y en la búsqueda del acorazado alemán Bismarck en 1941. El Repulse también escoltó un convoy de tropas alrededor del Cabo de Buena Esperanza desde agosto a octubre de 1941 y fue transferido al Comando de India Oriental. En noviembre fue asignado a la Fuerza Z, destinada a persuadir la agresión japonesa a las posesiones británicas en Extremo Oriente. Los japoneses no se detuvieron y atacaron a la Fuerza Z, hundiendo al Repulse y su acompañante HMS Prince of Wales mediante ataque aéreo el 10 de diciembre de 1941 cuando ambos se disponían a interceptar desembarcos enemigos en la Malasia británica.

## Historia

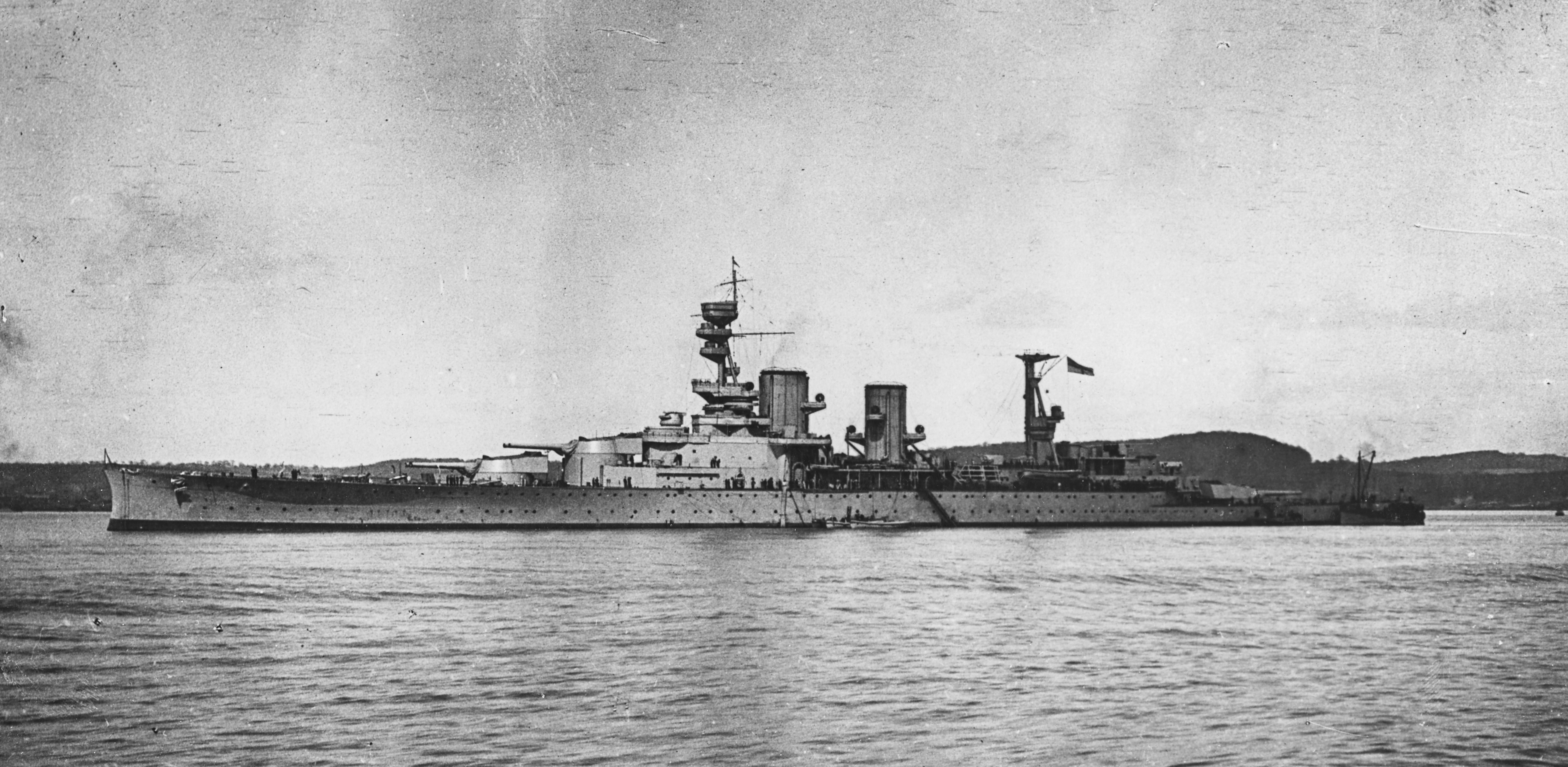
El HMS Repulse, alrededor de 1916-1917.

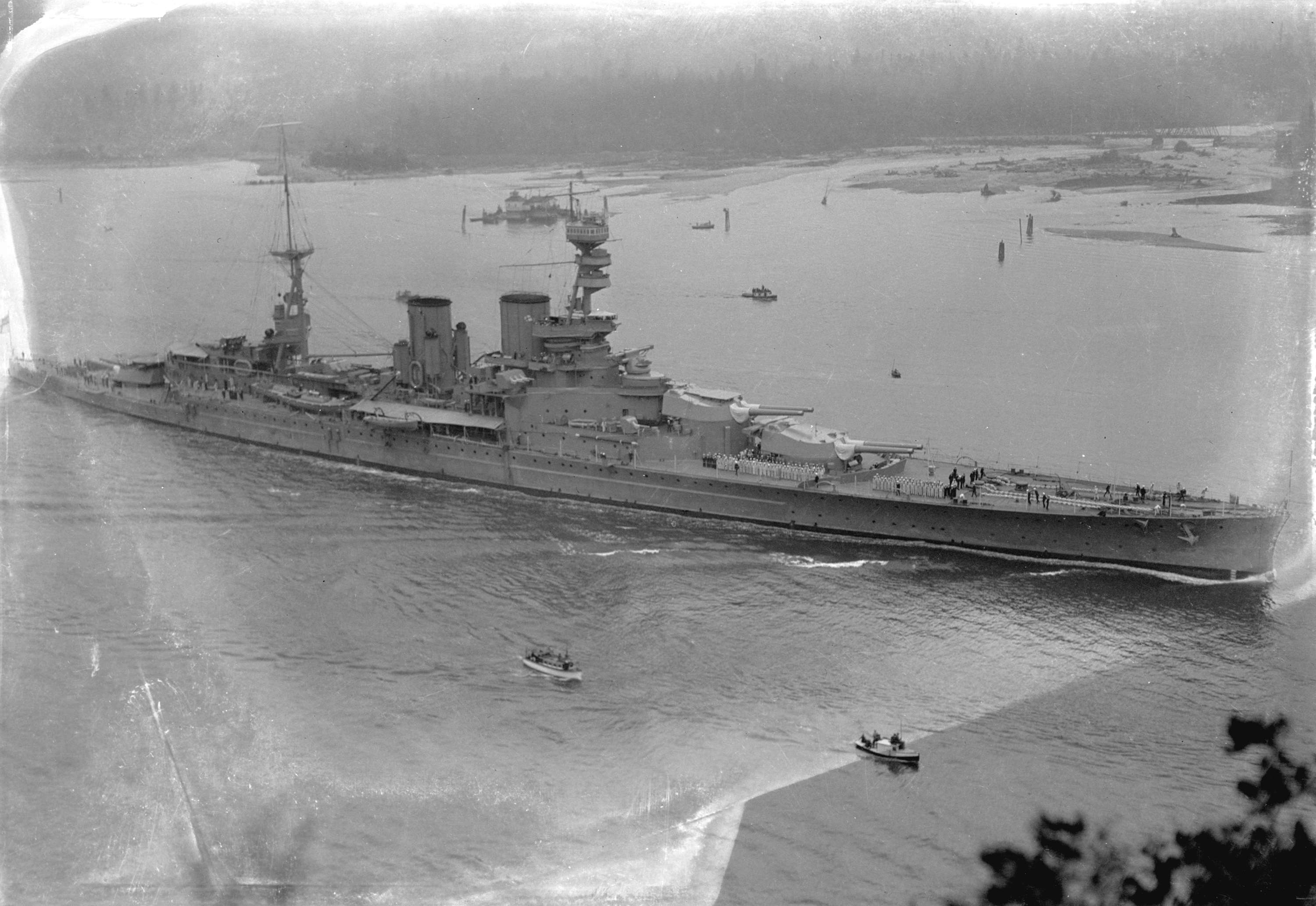
El Repulse entrando al puerto de Vancouver en 1924.

El Repulse y su gemelo HMS Renown, fueron puestos en grada en 1915 como acorazados de la clase Royal Sovereign, pero ante el temor de que la guerra fuese breve y no llegasen a ser concluidos antes de su fin, se modificó el proyecto y fueron terminados como cruceros de batalla, de construcción más rápida que un acorazado. De hecho, ambas naves estuvieron operativas poco después de la batalla de Jutlandia. 
No participó en acción alguna digna de mención durante la Primera Guerra Mundial. Terminada la guerra, el HMS Repulse y su gemelo, junto con el HMS Hood, eran los tres buques capitales más grandes y veloces de la Royal Navy.
En 1919 fue objeto de una primera modificación, en la que se suprimieron los tubos lanzatorpedos instalados bajo la línea de flotación, y se instaló un doble casco externo, mejorando considerablemente la protección submarina. 
Del mismo modo, se aumentó el grosor de la coraza vertical, que originalmente era de 152 mm. Entre 1934 y 1936 se modificó la superestructura del puente, prolongándola hasta popa de la segunda chimenea: este nuevo espacio se aprovechó para instalar un hangar para cuatro hidroaviones: la catapulta estaba inmediatamente a popa de este hangar. 
También se actualizó el armamento antiaéreo, instalando nuevas piezas de 102 mm. Sin embargo, al igual que el HMS Hood, el armamento secundario no fue modernizado, al contrario que en el HMS Renown, por lo que en 1939 era muy deficiente. Tampoco se modernizó el aparato motriz, que para los estándares de 1930 estaba realmente anticuado, por el excesivo peso de las numerosas calderas. 
Al no mejorarse la propulsión, y tener como consecuencia las mejoras realizadas un incremento del desplazamiento, el Repulse cada vez estaba más recargado y sus prestaciones eran inferiores a las del Renown, que fue prácticamente reconstruido. Debido a su constante permanencia en el astillero para modernizaciones y obras de mantenimiento, el buque se ganó el apodo de "HMS Repair" (buque de Su Majestad en Reparación). 
Desde su construcción, para las tripulaciones del HMS Repulse parecía ser que la acción rehuyera del navío pues jamás llegó a estar en batalla hasta el 10 de diciembre de 1941.

## Segunda Guerra Mundial
Cuando estalló la Segunda Guerra Mundial, el HMS Repulse estuvo asignado a la Home Fleet, formando la División de Cruceros de Batalla junto con el Renown y el Hood. Participó en las operaciones de búsqueda de los cruceros pesados Deutschland y Admiral Graf Spee, y estuvo destacado en las operaciones de Noruega en abril de 1940. Un año más tarde, el HMS Repulse tomó parte en la épica persecución del acorazado Bismarck, aunque no llegó al contacto (lo que posiblemente fue un hecho bastante afortunado para los ingleses), de hecho el HMS Renown fue retirado del escenario. 

### Frente del Pacífico

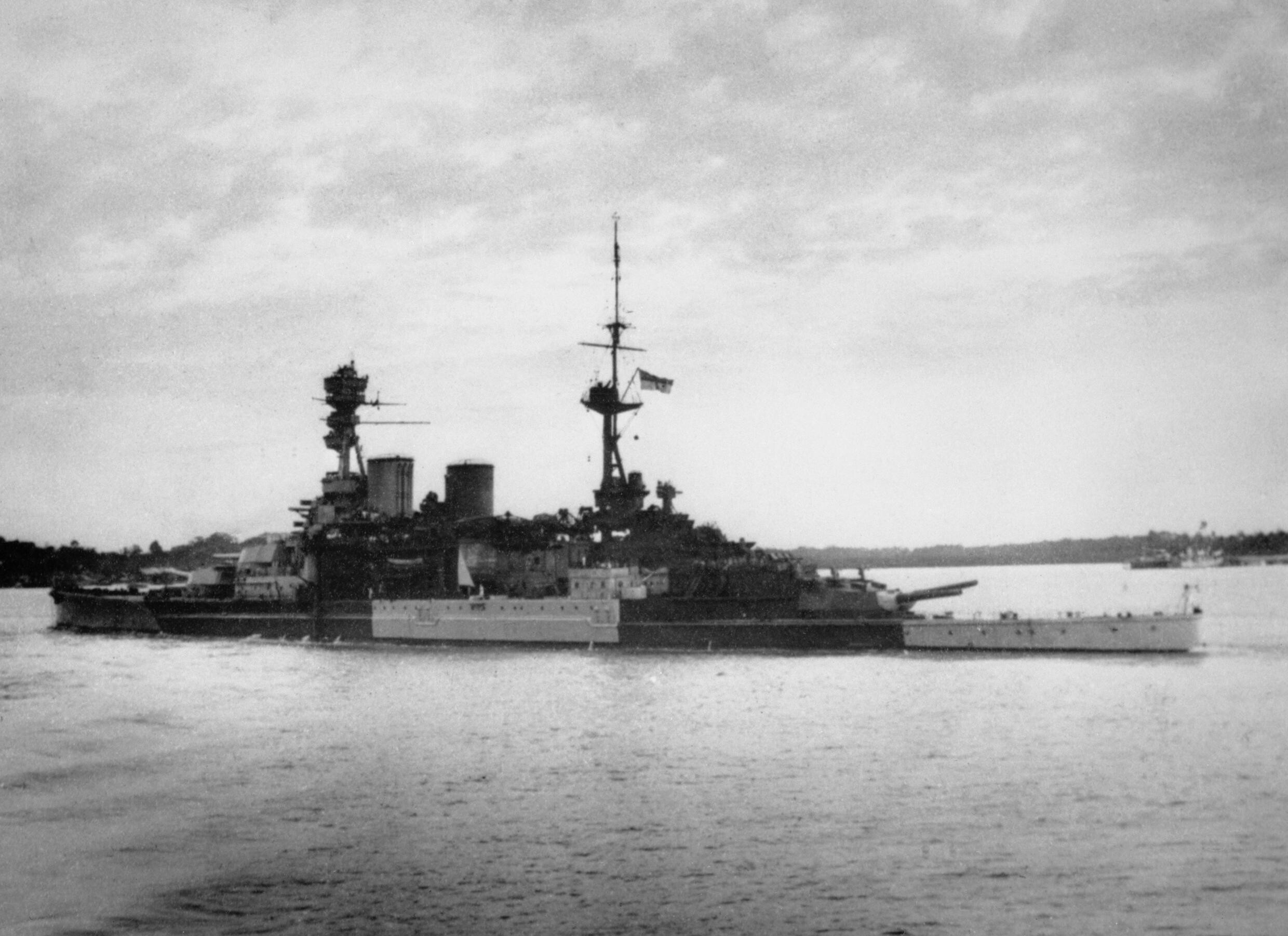
El HMS Repulse luciendo su último esquema de camuflaje, dejando Singapur el 8 de diciembre de 1941.

A finales de 1941, y visto el incremento de la tensión política en el Pacífico, el Repulse y el acorazado Prince of Wales, junto con otras unidades menores, fueron destacados a Singapur, donde constituyeron la malograda Fuerza Z, al mando del Vicealmirante Tom Phillips. Justo después del ataque a Pearl Harbor, el HMS Repulse y el HMS Prince of Wales eran los únicos acorazados aliados en el Pacífico que estaban en condiciones de hacerse a la mar, lo que hicieron con gran presteza. Hay que decir que la flota japonesa sólo contaba con cuatro acorazados (clase Kongō) lo bastante potentes en artillería y veloces como para perseguir a la Fuerza Z. Por otra parte, los ingleses subestimaron el peligro aéreo, hasta tal punto de pensar que la Fuerza Z era capaz de operar sin escolta de cazas ni apoyo de portaaviones.

## Hundimiento junto alPrince of Wales

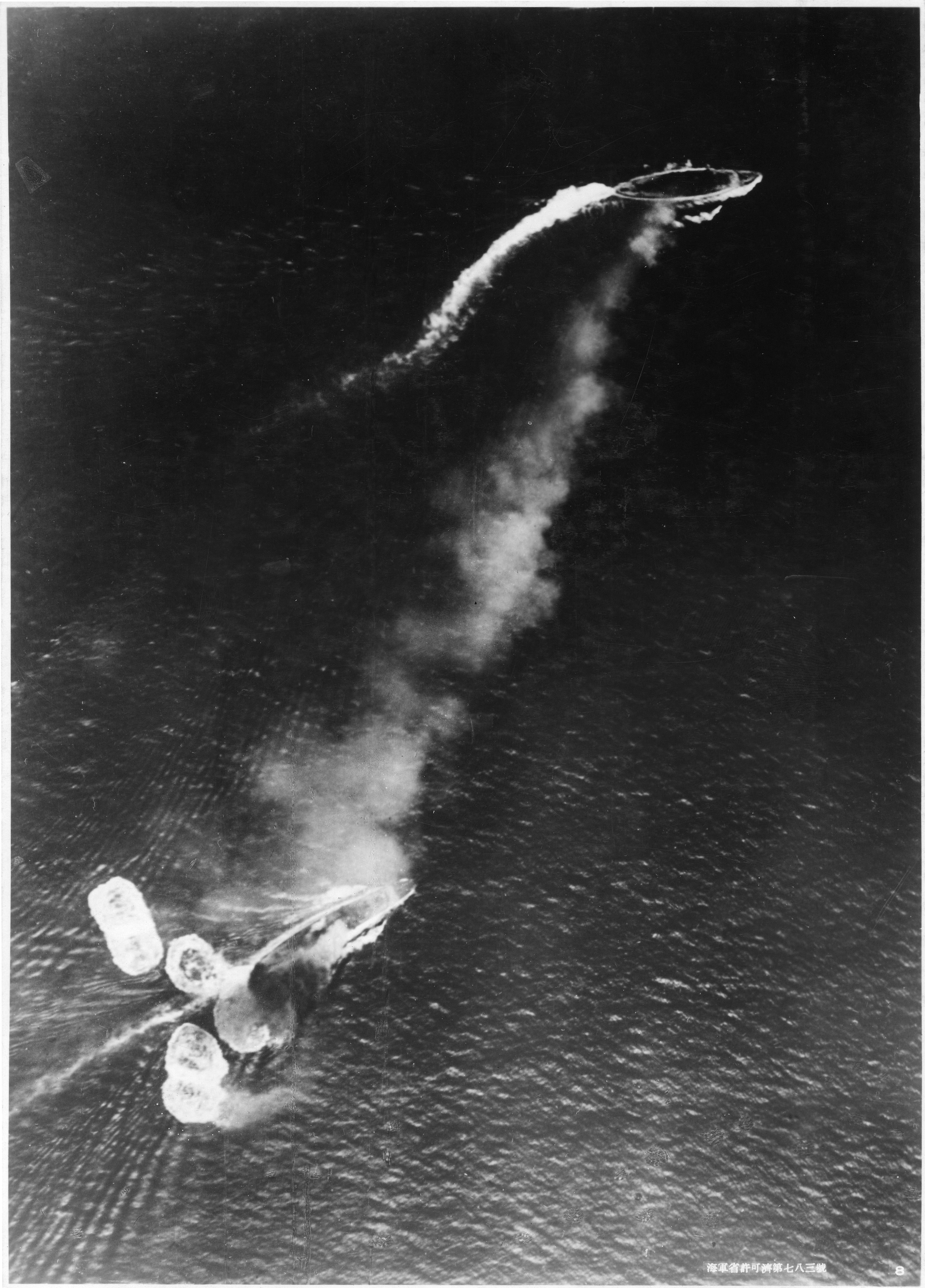
Fotografía aérea de la fuerza Z tomada por los japoneses al momento de comenzar el ataque con bombas, El Repulse aparece en la parte inferior de la fotografía.

El 9 de diciembre de 1941, esta escuadra británica intentaba interferir en los desembarcos japoneses en la Península de Malasia pero, habiendo sido detectada la víspera por aviones y submarinos nipones fue objeto de intensos ataques aéreos japoneses.
Como resultado, ambos buques fueron hundidos. Durante su último combate, el Repulse encajó un primer impacto de bomba a las 11:00, en la popa de la segunda chimenea, que destruyó el hangar para hidroaviones, aunque sin lograr perforar la cubierta de protección. 
Su comandante, el capitán William G. Tennant, consiguió esquivar, con violentas y hábiles maniobras, sucesivos ataques con torpedos pero, a las 11:50, recibió un impacto de torpedo en la banda de babor: la protección submarina resistió, y las máquinas y el timón no sufrieron daños. El siguiente ataque fue devastador: un segundo torpedo destruyó el sistema de gobierno, lo que sentenció al navío, que quedó ingobernable: inmediatamente encajó otros dos torpedos en el ya alcanzado costado de babor y un tercero (el quinto en total) a estribor. 
El buque empezó a escorar rápidamente a babor y a las 12:33 se fue a pique junto con 513 de sus tripulantes. Hasta el día de su hundimiento, no había sufrido daño alguno en combate. Los supervivientes fueron recogidos por los destructores de escolta, que también hubieron de recoger a los náufragos del Prince of Wales en aquel día aciago para los británicos: el HMS Repulse y el HMS Prince of Wales tienen la dudosa distinción de haber sido los primeros buques capitales hundidos por la aviación en alta mar.

## Pecio
Los restos del HMS Repulse están localizados en el Golfo de Siam en las coordenadas geográficas 3°33′36″N 104°28′42″E / 3.56000, 104.47833. El pecio se encuentra asentado a estribor en unos 55 m bajo el agua, con las cubiertas en un ángulo de unos 30-35 grados de profundidad y semienterrado en el cieno. Fuerzas japonesas después de la batalla ubicaron los restos y se le extrajo su equipamiento de radar, algunos cañones y otras partes. En 2002 fue declarado lugar protegido bajo la Ley de sitios militares históricos de 1986 y a pesar de ello, ha sido objeto de buscadores ilegales de chatarra.